# NSB Di 6
NSB Di 6 디젤 기관차는 1995년부터 1996년까지 지멘스에서 제작한 기관차이다. 독일 킬의 MaK 공장에서 12량을 제작하였다. 노를란 선을 운행하는 노후한 Di 3과 Di 4 기관차를 대체하기 위해서 제작하였으나, 품질 및 안정성 문제 때문에 지멘스에 반환하였다.
Di 6 이후로 여객 열차를 위한 기관차는 추가 구매하지 않았으며, 92/93 디젤 동차 및 Di 4 기관차로 운행한다. 화물 열차를 위한 기관차로 Di 8과 CD66 기관차를 추가로 구매하였다. 독일로 반환된 일부 기관차 중 일부는 2008년 노르웨이에서 다시 운행하기 시작하였다.

## 역사
1980년대 말부터 노르웨이 철도에서는 노를란 선 열차를 자주 견인하는 Di 3 기관차를 대체할 계획을 짜고 있었다. 1980년에는 Di 4 기관차 5량을 헨셸에서 구입하였다. 이후 Di 4와 비슷하면서도 더 현대적인 기관차를 구매하기로 하였다. 그 결과 1990년 MaK DE 1024 기관차를 노르웨이 내에서 시험 운행하였고, 1992년 11월 23일 노르웨이 철도 이사회에서 10량을 주문하기로 했으며, 처음 예상했던 가격보다 단가가 낮아서 추가로 2량 더 주문하기로 하였다. Di 6 기관차의 전동기는 MaK를 인수한 지멘스에서 제작하였고, 노르웨이 철도의 기준에 맞춰졌다. 총 도입 가격은 3억 8천만 노르웨이 크로네로, 차량 단가는 3천 2백만 노르웨이 크로네이다.
계약에 의하면 1995년 2월 첫 차량이 배달되어야 했고, 연료통, 모래통, 엔진 프레임, 발전기, 일부 대차 구성요소를 포함한 차량의 구성 요소를 노르웨이에서 제작하기로 했다. 실제 차량은 1996년 3월 7일에 배달되었으나, 계약의 조건을 만족시키지 못했다. 연료 소모량이 예상보다 높았으며, 대차는 기관차 중량을 지지할 정도로 강하지 않았다. 주 발전기, 냉각유, 제동 장치에도 문제가 있었고, 온도가 너무 낮았을 때 차상 컴퓨터가 제대로 작동하지 않았다. 이 문제들은 해결하기 어려웠다.
1996년 9월 23일 구매 중단을 권유하였으나, 1997년 중반까지 지멘스에서 기관차를 보수하는 것으로 계약을 다시 맺었다. 당시까지 총 5량이 납입되었고, 킬로 다시 보내져서 개조하였다. 냉각기 모터, 냉각유 등을 개조한 차량은 11월 30일에 다시 반입되었다. 1997년 1월부터 노를란 선 화물 열차를 견인하기 시작하였다. 1997년 중반에는 664호 기관차가 잘못 설치된 배기 시스템 때문에 화재로 손상되었다.
노르웨이 철도 이사회에서는 1997년 12월 17일 손상된 664호를 제외한 11량의 기관차를 구매하기로 결정하였다. 계약상의 내용으로는 지연된 납입과 저성능으로 보상받을 수 있었기 때문이다. 지멘스에서는 남아 있는 11량의 기관차 중 10량은 항상 사용 가능함을 보증하였으나, 기술적인 문제는 계속해서 발생하였다. 1998년 4월 노르웨이 철도 이사회에서는 차량 성능이 보장되지 않으면 계약을 1998년 7월 1일부로 해지하기로 통보하였고, 지멘스에서는 이를 거절하였다. 노르웨이 철도에서는 5억 크로네의 배상금을 걸고 소송을 준비하였다.
소송은 법정까지는 가지 않았고, 1999년 5월 5일 기관차를 반환하고 4억 8천 5백만 크로네를 보상하기로 합의하였다. 이미 8천만 크로네가 지불된 후였다. 노르웨이 철도에서 제작한 모든 장비를 탈거하고 5월 20일 함부르크로 반송하였다.

## 반송 이후

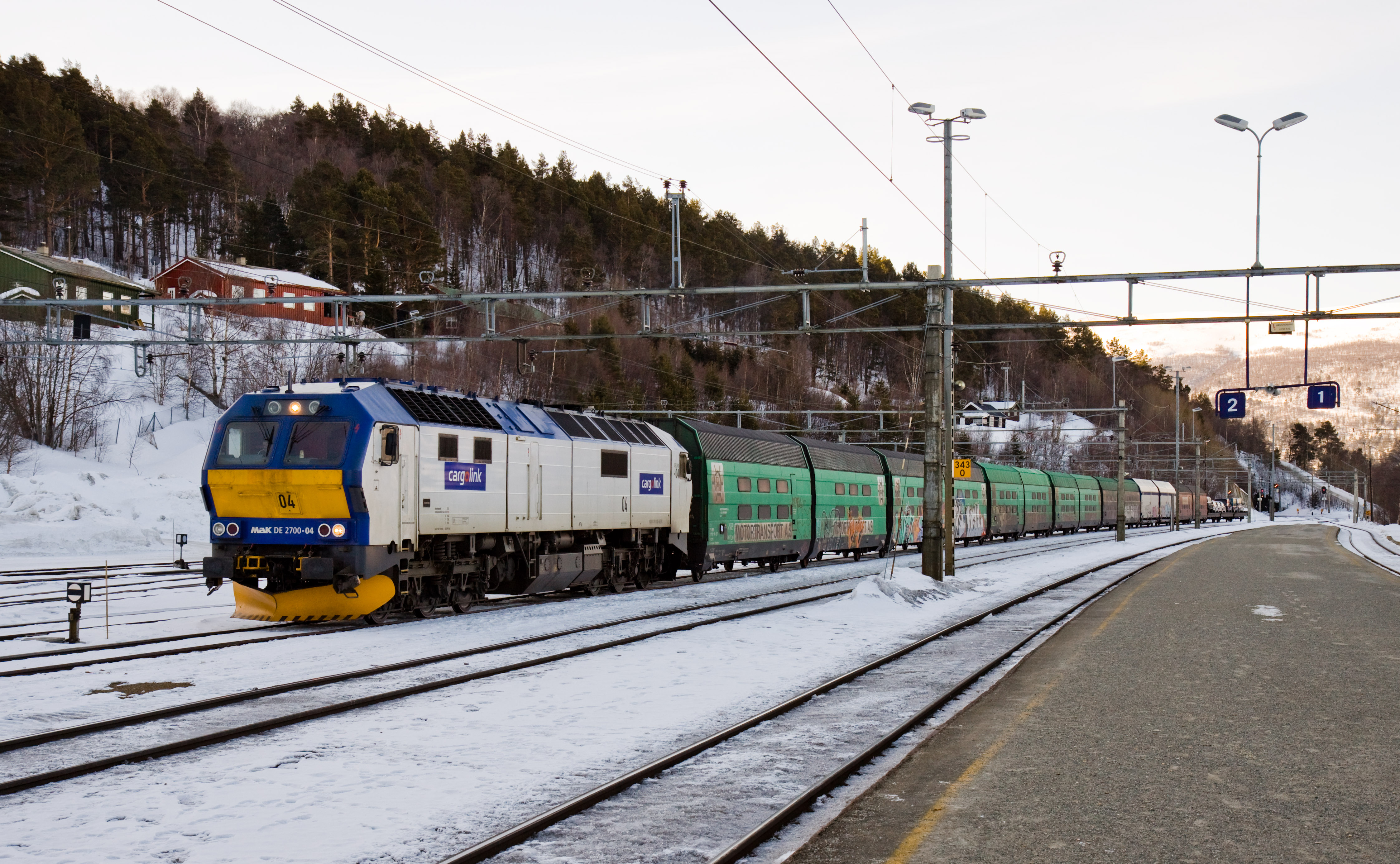
도브레 선의 카고링크 소유 기관차

독일로 반송된 기관차는 지멘스 소유의 기관차 대여 업체 디스폴록 소유로 넘어갔으며, 독일 및 UIC 기준을 만족하도록 다시 제작하였다. 지멘스 쪽에서 붙인 호칭은 ME 26이다. 이후 여러 업체에 대여하였다.
2003년 11월 보슬로에 매각하였고, DE 2700이라는 이름이 붙었다. 주 대여 고객은 슐레스비히홀슈타인 지역에서 통근 열차를 운영하는 베올리아이다. 베올리아는 6-10량 단위로 여객 열차를 운영하고 있다. 2008년 노르웨이 카고링크에서 화물 작업을 위하여 3량을 대여하였다.
NSB Di 3, Di 4, Di 8 기관차와 중련 운행이 가능하다.

## 참조
1. ↑  Meisner, Gunnar. “MaK - Di 6 für die NSB” (독일어). Loks aus Kieland. 2009년 11월 20일에 확인함.